# サミー・ネスティコ
サミュエル・ルイス・ネスティコ（英語：Samuel "Sammy" Lewis Nestico、1924年2月6日 - 2021年1月17日）は、アメリカの作曲家、アレンジャー。ビッグバンド向けの曲を600曲以上手がけている。

## 経歴
17歳で、サミーネスティコはABCのラジオ放送局、WCAE、ピッツバーグ（ペンシルベニア州）の
為のスタッフ編曲者になる。
彼は、Duquesne大学から音楽教育でのB.Sを受け取る。ノーステキサス州は、さらに1978年、
1979年および1980年に特別の音楽賞を彼に贈った。教育者として、彼は、ウエスティング
ハウス記念高校(ウィルマーディング・ペンシルベニア州)での音楽プログラムがジョージア大学、
アテネ(ジョージア)で作成する。1980年サミーはスタッフ編曲者としてワシントンD.C.
でアメリカ空軍バンドに加わる。空軍との彼の15年の任期に続き、彼はケネディとジョンソン
政権の間に重要な司法と議会の社会機能のために上演したホワイトハウス・オーケストラの
チーフ編曲者および指揮者を務めて、ワシントンにアメリカ船舶バンドと参加した。
1970年と1984年の間はカウント・ベイシー・オーケストラのための作曲家/編曲者として数々
の歴史的名作を発表。
また、彼は20世紀フォックス、ユニバーサル、パラマウント、ワーナーブラザーズ、MGM
およびコロンビアの為に主な映画スタジオ録音を管弦楽用に編曲した。さらに、
芸術家フィル・コリンズ、バーブラ・ストライサンド、ナタリー・コール、フランク・シナトラ、
ビング・クロスビー、サラ・ヴォーン、パティー・オースティン、ナンシー・ウィルソン、
ピア・ザドーラ、ポール・アンカ、パット・ブーン、ロニー・ミルサップ、ダニエル・ロドリゲス
のアルバムに関わり名作としてアルバムを残す。
編曲者としてジュリー・アンドリュース、ジョージ・バーンス、ジーン・ケリー、
マーヴ・グリフィン、メアリー・タイラー・ムーア、ゴールディ・ホーン、グラミー賞、
トゥナイトショー、ペリー・コモ、トニー・テニール、ライザ・ミネリ、ボブ・ホープなど
さらに多くの芸術家スペシャルのために書いた。
また、アメリカ空軍バンド（ワシントンD.C.）は、賞を讃えるサミーネスティコとタイトルを
つけられた年1回の賞プログラムを開催する。彼は、ASMAC(音楽編曲者およびアメリカ作曲家協会)
およびBBAA(アメリカのビッグバンド・アカデミー)によって尊敬されており、1998〜1999に
ジョージア大学の音楽部教授を歴任。
1993年に公表された彼のスコアーは、現在4カ国語で翻訳され世界の至る所で演奏される。
彼の教育分野で公表された約600曲のスコアーはアメリカのみならず、世界中でジャズ音楽の
聖典として演奏される。
2006年合衆国政府は、米国議会図書館にネスティコ氏の全作品を収蔵することを決定し、
その膨大な作品群は永久に国家により保存されることとなった。